# Jella
Jella ist ein weiblicher Vorname.

## Bekannte Namensträgerinnen
- Jella Braun-Fernwald (1894–1965), österreichische Opern- und Konzertsängerin
- Jella Haase (* 1992), deutsche Schauspielerin
- Jella Jost (* 1961), österreichische Schauspielerin, Sängerin, Musikerin, Regisseurin und Autorin
- Jella Lepman (1891–1970), deutsche Journalistin und Gründerin der Internationalen Jugendbibliothek in München
- Jella Teuchner (* 1956), deutsche Politikerin (SPD)
- Jella von Zednik (1856–1924), österreichische Lehrerin, Schriftstellerin und Übersetzerin

Siehe auch:
- Yella